# Herman Hupfeld
Herman Hupfeld (Montclair, 1º febbraio 1894 – Montclair, 8 giugno 1951) è stato un cantautore statunitense.
Tra i suoi brani più conosciuti spicca As Time Goes By (1931), la cui fama è cresciuta grazie al film Casablanca nel 1942. Originariamente il brano fu scritto per il musical di Broadway Everybody's Welcome. 
Altri suoi brani sono Let's Put Out the Lights (and Go to Sleep) e Sing Something Simple.